# Lijst van vaktermen in de oenologie
Hier volgt een alfabetische lijst van vaktermen in de oenologie (wijnbouwtechnische wetenschap). Achter ieder term staat een korte beschrijving. Een nadere beschrijving staat op de pagina zelf.

## A

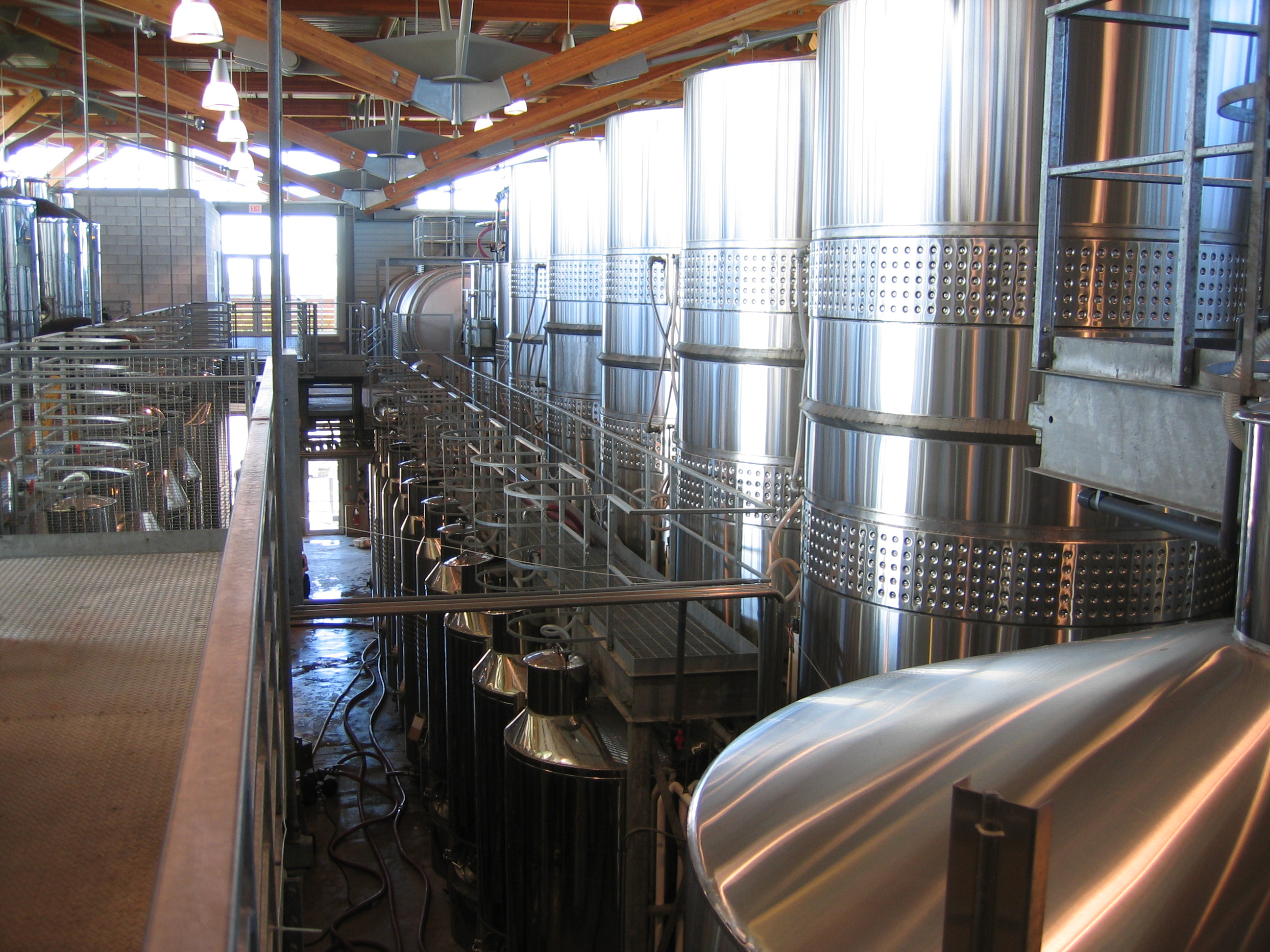
Gistingstanks

Adamado (pt) Zoete wijn.
Adega (pt) Wijnbedrijf.
Alcoholische gisting(Alcoholische) gisting is een fermentatieproces waarbij glucose en fructose in ethanol (alcohol) en koolstofdioxide wordt omgezet
Ampelografie (fr) De kennis en beschrijving van de wijnstokken.
Appellation d'Origine Contrôlée of AOC (fr) Appellation d'Origine Contrôlée; de herkomstbenaming van wijn met gecontroleerde geografische oorsprong en strenge productievoorwaarden.
Appellation d'origine protégée of AOP (fr) Appellation d'origine protégée; de Europese herkomstbenaming van wijn met gecontroleerde geografische oorsprong.
Asztali bor (hu) De benaming tafelwijn.
Assemblage (fr) ('assembleren' in het Nederlands); het mengen van het (jong vergiste) druivensap van verschillende druivenrassen (cépages) uit hetzelfde wijngebied in van geval tot geval en elk oogstjaar opnieuw proefondervindelijk vast te stellen verhoudingen en tegelijk binnen de grenzen die vastliggen in de regionale voorschriften, om te komen tot een houdbare en drinkbare wijn, waarbij de druivenrassen worden geselecteerd op specifieke aspecten, zoals bijdrage aan houdbaarheid, aroma, soepelheid en karakter. Als voorbeeld kan gelden dat rode wijnen uit de Médoc soms een assemblage hebben die bijvoorbeeld bestaat uit 60% Cabernet Sauvignon, 25% Merlot, 10% Cabernet Franc en 5% Petit Verdot.
Aszúbor (hu) een gedeeltelijk uit asszú-druiven gemaakte wijn in Tokaj wijngebied.
Auslese (de) Betekent "uitgezocht": onrijpe druiven worden handmatig verwijderd uit de druiventrossen.
AzijnsteekVerontreiniging van de wijn met azijnzuurbacteriën.

## B

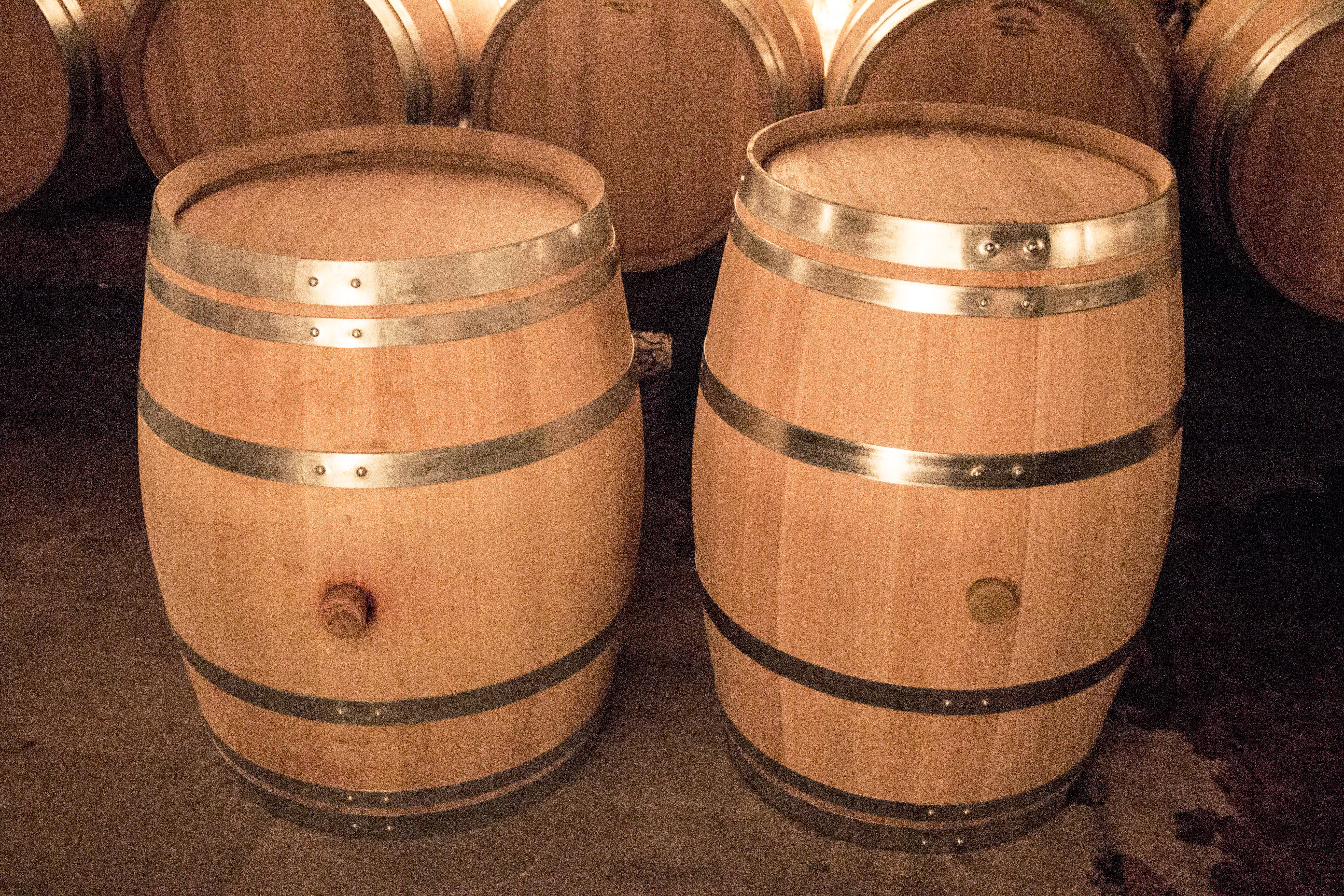
Barrique

Barriqueklein vat van eikenhout met een inhoud van 200-250 l. Dit wordt toegepast voor de rijping van rode wijn en de gisting en rijping van witte wijn. De wijn krijgt hierbij door het eikenhout bij niet te oude vaten een kenmerkende vanille-achtige smaak.
Barrikolt bor (hu) Een in eikenhouten fusten gemaakte wijn. Verwijst naar de oorspronkelijk Franse term "Barrique". De wijn krijgt hierbij door het eikenhout bij niet te oude vaten een kenmerkende vanille-achtige smaak.
Beerenauslese (de) Betekent "uitgezochte bessen": de meest (over)rijpe druiven worden stuk voor stuk uit de druiventrossen geselecteerd.
BOBBetekent "Beschermde Oorsprongs Benaming". Wordt gebruikt om specifiek grondgebied met eigen klimaat, bodemgesteldheid en ras druivenstokken in NL in o.a. wijn te beschrijven.
bodyaspect van smaak, zie onder bij #Proefjargon
Branco (pt) Witte wijn
Blanco (es) Witte wijn

## C
Caudalie (fr) tijdsduur in seconden van de afdronk
Cépage (fr) 'ras' (i.c. druivenras); hiermee wordt aangeduid welke druivenrassen zijn gebruikt voor de wijn. Indien het om één druivenras gaat spreekt men dikwijls van een 'mono-cépage'.
Chaptaliserentoevoegen van suiker aan de most om een wijn met een hoger alcoholgehalte te creëren.
Clarete (pt) lichtrode wijn
Clarete (es) in Spanje, een lichtrode wijn verkregen door vermenging van witte en blauwe druiven. Komt vooral voor in Navarra, Aragón, La Rioja, Baskenland en sommige streken in Soria, Burgos en Valladolid.
Classificatie van wijnDe classificatie of classering van wijngebieden en/of van kwaliteitsniveaus binnen een wijngebied.
Cuvée (fr)  in FrankrijkEen hoeveelheid druivensap (most) of jonge wijn die in RVS-tanks of houten vaten apart wordt gehouden vanwege de eigenschappen, zoals van een bepaalde wijngaard, of deel (bijv. helling) van een wijngaard, of van een speciale oogstdatum, of ten behoeve van een in de toekomst te maken assemblage of bijv. speciale botteling (bijv. ter herinnering aan een persoon of vanwege een jubileum o.i.d.)
Cuvée (hu)  in Hongarijeeen uit twee of meer wijnen samengestelde wijn (bijvoorbeeld een bi-cépage; Stierenbloed (Bikavér) is altijd een cuvée).

## D

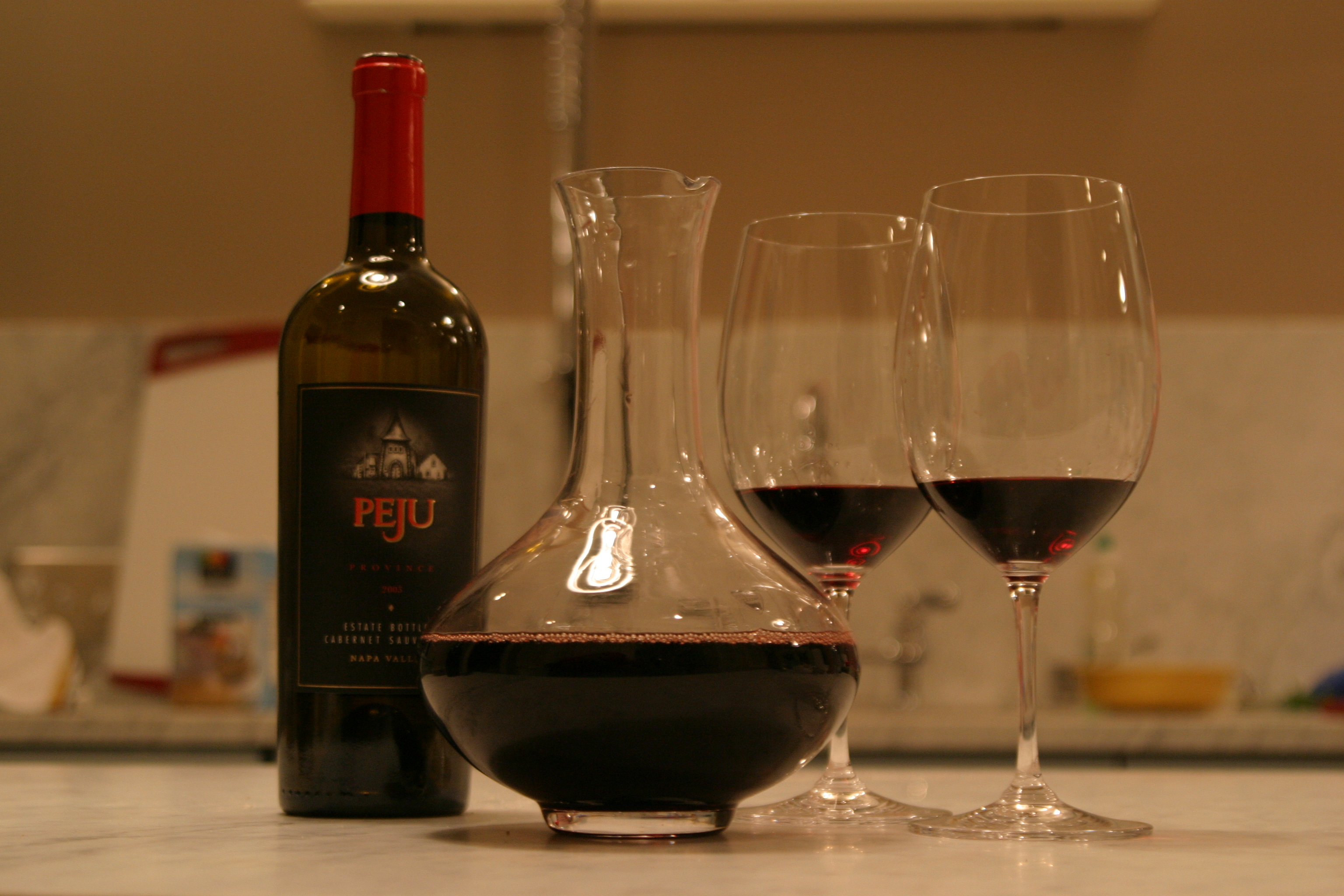
Sommige wijnen moeten gedecanteerd worden

DecanterenHet overschenken van wijn in een glazen karaf.
Denominación de orígen (es) aanduiding van herkomstgebied.
Denominazione di Origine Controllata (DOC) (it) Een wijn met een DOC-toekenning staat voor een kwaliteitswijn met een gecontroleerde oorsprongsbenaming.
Denominazione di Origine Controllata e Garantita (DOCG) (it) De ‘G’ achter de Denominazione di Origine Controllata staat voor ‘Garantita’ en garandeert daarmee een zekere superieure kwaliteit van de wijn.
Deutscher Landwein (de) Is een wat betere Tafelwein, waarvan echter het herkomstgebied op het etiket aangeven moet zijn. Deze wijnen zijn droog of halfdroog en hebben een half procent meer alcohol.
Deutscher Tafelwein (de) Zeer eenvoudige wijnen, gemaakt van druiven uit bepaalde Duitse wijngebieden.
Doce (pt) Zoete wijn
DroesemHet bezinksel (lie) dat men bekomt vanaf de eerste persing.

## E

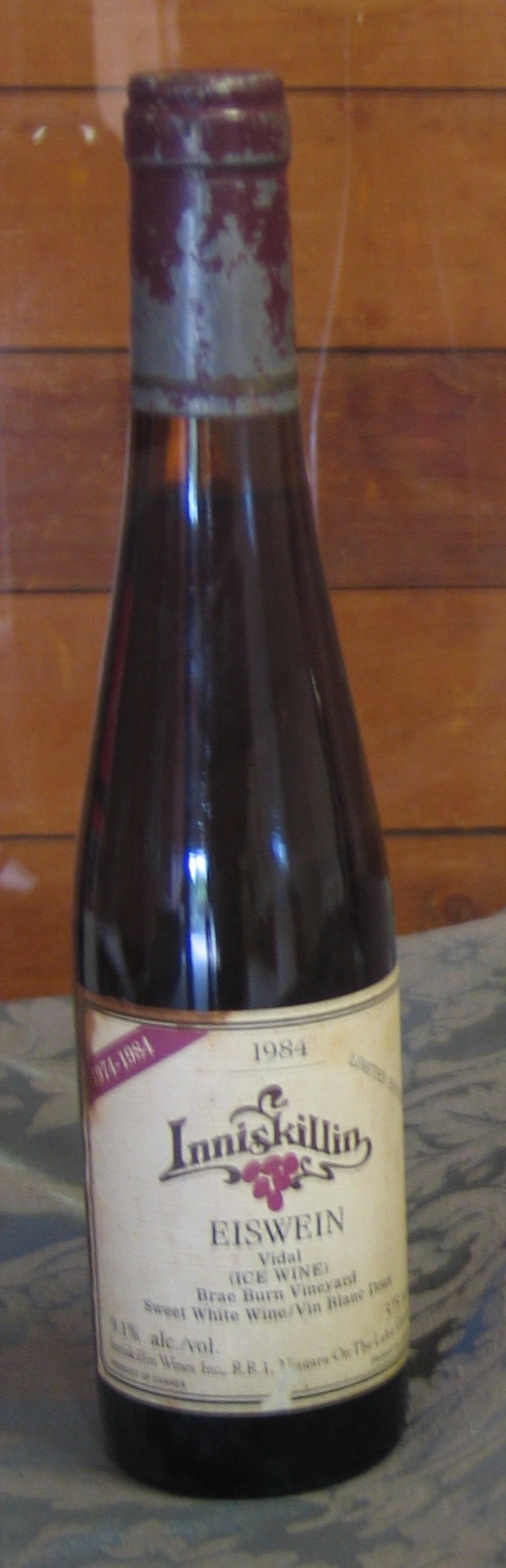
Eiswein

Edele rottingDe aantasting van druiven door de grijze schimmel Botrytis cinerea wanneer de druiven al rijp zijn.
Edelfäule (de) De aantasting van druiven door de grijze schimmel Botrytis cinerea wanneer de druiven al rijp zijn.
Edelsuss (de) Zoete wijn, restsuiker vanaf 45g/l
Édes (hu) Zoete wijn, restsuiker >45 g/l.
Egyszerű fajbor (hu) een grotendeels een uit één druivenras, traditioneel gemaakte wijn.
Eiswein (de) Bij een temperatuur onder de −7° Celsius worden de druiven voor deze wijn op ongeveer dezelfde wijze geoogst en geperst als voor de Beerenauslese.
Engarrafado na origem (pt) Ter plaatse gebotteld.

## F

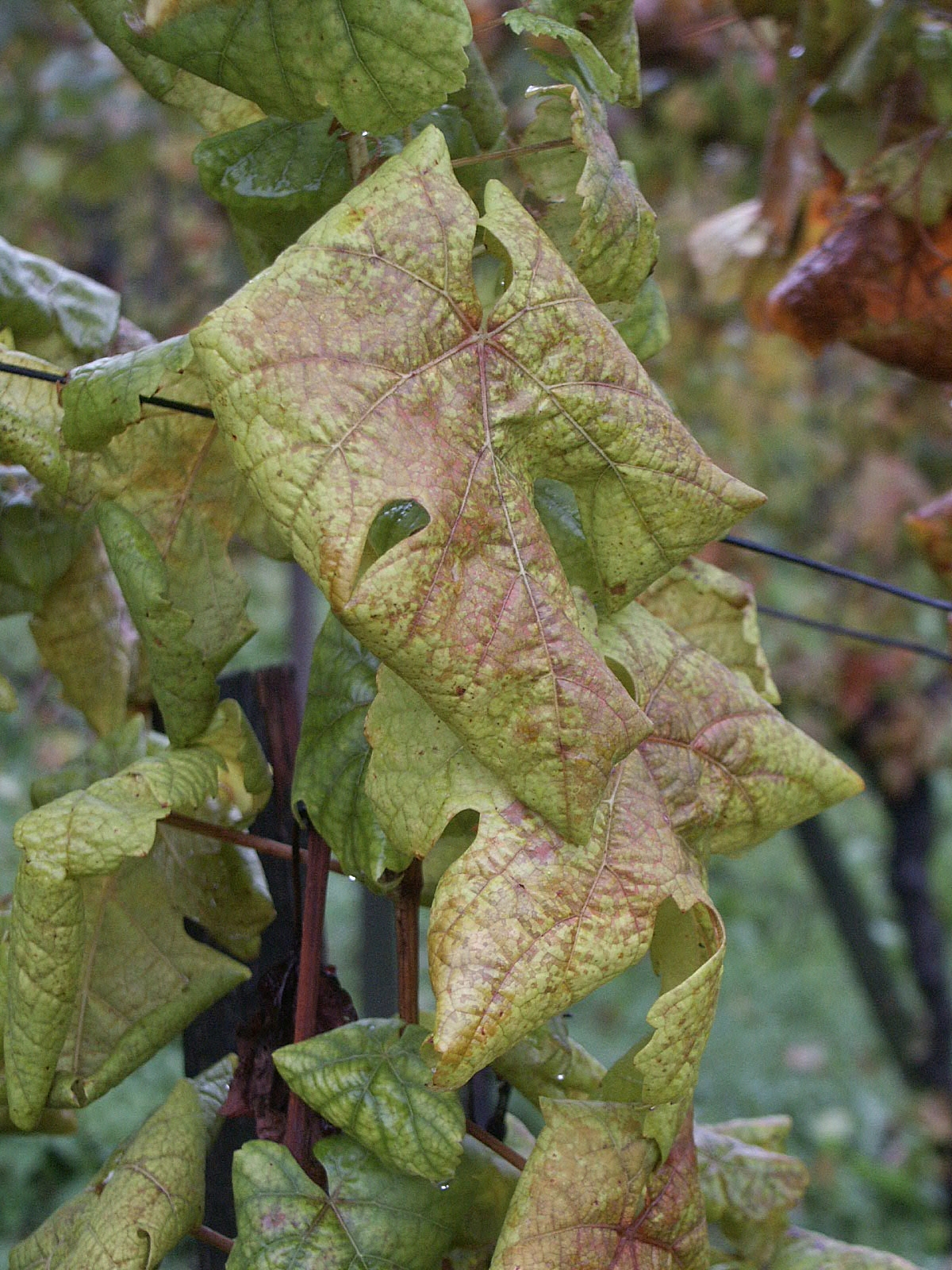
Flavescence Dorée

Federweißer (de) Dit is vers geperst druivensap dat begint te gisten. Het gaat hier dus om prille most. Vaak tijdens het oogstseizoen door plukkers gedronken.
Fehér bor (hu) Een uit witte druiven gemaakte witte tot honinggele wijn.
Félédes (hu) Halfzoete wijn, restsuiker 12-45 g/l.
Félszáraz (hu) Halfdroge wijn, restsuiker 4-12 g/l. Bij hogere zuurgehalten is het suikergehalte hoger.
Flavescence Dorée (fr) Flavescence Dorée betekent "goudgele verkleuring". Een bacterieachtig micro-organisme dat wordt overgebracht door een insect dat resistent is tegen insecticiden en dat het blad aantast. De bladeren krullen om, de randen van de rode druivenrassen kleuren rood en die van de witte soorten geel. Het blad kwijnt weg, de fotosynthese stopt en de oogst is verloren.
Franc de pied (fr) Franc de pied is een term voor wijn van ongeënte wijnstokken in Europa.

## G
Garrafeira (pt) Kelder. Garrafeira wil zeggen het beste dat het huis maakt.
GistingOmzetting van suikers in alcohol bij wijn, bier en brooddesem.

## H
Halb-Trocken, Feinherb of Fruchtig (de) Halfdroge wijn, restsuiker 18 g/l

## I
Indicazione Geografica Tipica (IGT) (it) Deze classificatie is speciaal in het leven geroepen voor de beste regionale wijnen. De wijn is afkomstig uit een bepaalde plaats (geen DOC) en de druivennaam wordt op het etiket vermeld. Dit is vergelijkbaar met de Franse Vin de Pays.

## J
Jégbor (hu) uit bevroren druiven gemaakte wijn.

## K
Kabinett (de) QbA mit Prädikat waarbij de druiven als eerste worden geoogst. Het minimale mostgewicht is 73° Oechsle.
KoolzuurgistingModerne wijntechniek waarbij voordat de hoofdgisting begint, eerst een weekproces plaatsvindt onder koolzuur.
KwaliteitswijnWijn die voldoet aan bepaalde normen wat betreft maximale opbrengst, alcoholgehalte en gegarandeerde herkomst. De normen hiervoor verschillen per land en per wijnstreek.

## L
Late harvest (en) is de Engelse/Amerikaanse uitdrukking voor Spätlese en Vendange tardive.
Lie (fr) Droesem, het bezinksel dat men bekomt vanaf de eerste persing.
Lieblich of süss (de) Zoete wijn, restsuiker tot 45 g/l

## M
Maceración carbónica (es) Koolzuurgisting. De druiven worden ongeperst in een grote stalen tank gedaan, door het kneuzen van de druiven begint de fermentatie.
MaceratieDe schillen enkele dagen laten inweken in de most onder gecontroleerde omstandigheden, wat meer kleur en aromatische stoffen oplevert.
Malolactische fermentatie, volgend op de alcoholische gisting; hierbij wordt appelzuur omgezet in melkzuur en koolstofdioxide.
Meghatározott termőhelyről származó minőségi bor (hu) Herkomstbenaming van kwaliteitswijn met gecontroleerde geografische oorsprong.
Meghatározott termőhelyről származó tokaji borkülönlegességek (hu) Herkomstbenaming van wijnspecialteiten Tokaji aszú, Tokaji aszúeszencia, Tokaji eszencia, Tokaji szamorodni, Tokaji máslás, Tokaji fordítás uit het Tokaj wijngebied.
Méthode Charmat (fr) Methode om mousserende wijn te maken.
Méthode traditionnelle (fr) Traditionele methode om mousserende wijn te maken.
MostHet stadium van het voorbereide sap, tussen sap en wijn.
Mousserende wijnWijn waarin koolzuurgas is opgelost.
Mutage (fr) Een techniek waarbij door toevoeging van alcohol aan de most het gistingsproces bij de vinificatie voortijdig gestopt wordt.

## P

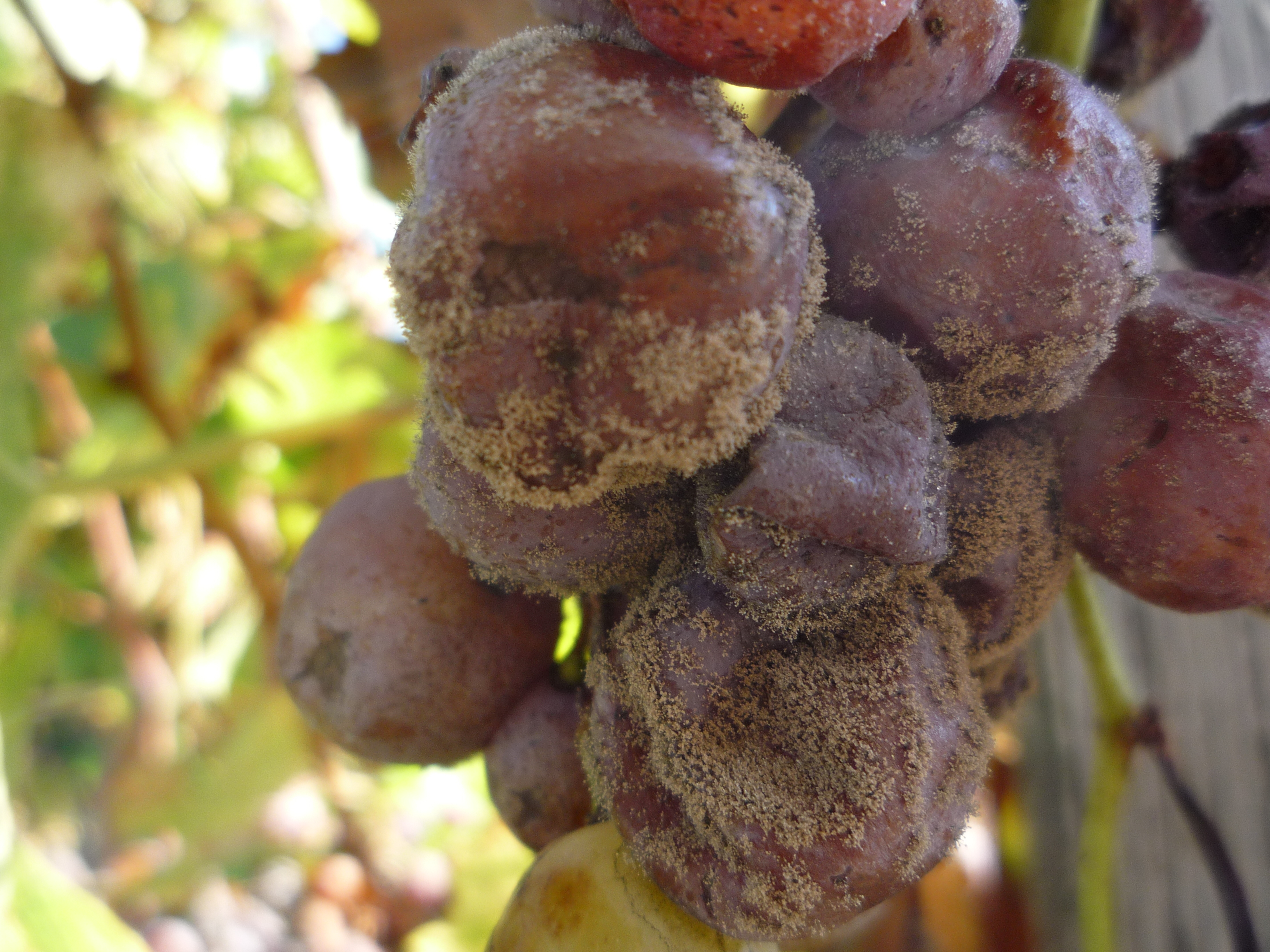
Pourriture Noble door Botrytis cinerea.

Perlwein (de) Witte of rode parelende (mousserende) wijn. Gemaakt volgens de Méthode Charmat.
Pezsgő (hu) Mousserende wijn, waarbij een tweede gisting in de fles heeft plaatsgevonden.
Pourriture noble (fr) De aantasting van druiven door de grauwe schimmel Botrytis cinerea wanneer de druiven al rijp zijn.
Prädikatswein (de) Voor 1980 "Qualitätswein mit Prädikat". De herkomstgebieden van deze wijnen worden nauwkeuriger omschreven dan "Q.b.A."-wijn en worden er hogere eisen gesteld.

## Q
Qualitätswein bestimmter Anbaugebiete (de) Vaak afgekort tot Q.b.A. De druiven voor deze wijn moeten uit een van de 13 aangeduide Duitse kwaliteitswijnbouwgebieden komen.

## R
RestsuikerSuiker, nog aanwezig in het eindproduct. Deze is bepalend voor de aanduiding Zoet, Halfzoet, Halfdroog en Droog. Ook het gehalte aan zuren kan deze aanduiding meebepalen.
Rotwein (de) Rode wijn uit blauwe wijndruiven. De gekneusde druiven vergisten samen met schillen, pitten en steeltjes tot het eindproduct.
Rosé (fr) Roséwijn.
Rose (pt) Roséwijn.
Rotling (de) Wordt uit witte en blauwe druiven gemaakt. Beide kleuren druiven vergisten ook hier samen, net als de rode wijn, tot het eindproduct. Wordt daarom lichter van kleur.
Rozé (hu) Roséwijn. Soms wordt hiertoe ook de van Szürkebarát (Pinot Gris) gemaakte niet geheel witte wijn gerekend, wanneer deze een licht oranje-roze kleur heeft.
Rosado (es) Roséwijn.

## S

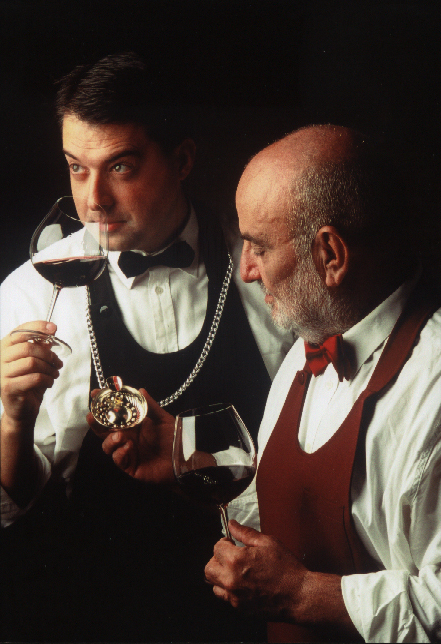
Sommeliers met tastevin

Schaumwein (de) een volgens de méthode gazéifiée uit stille wijn gemaakte wijn waaraan koolzuur is toegevoegd.
Schiller(wein) (de) Een roséwijn van witte en blauwe druiven. Het wordt ongeveer net zo gemaakt als Rotling, echter de vaste bestanddelen worden binnen 24 uur van de most gescheiden.
Sekt en Sekt bAMouserende wijn volgens de transvasiermethode of méthode traditionnelle.
Sélection de grains nobles (fr) Wijnen die deze vermelding dragen, zijn gemaakt van druiven, in de Elzas (Alsace), die aangetast zijn door edele rotting.
Siller (hu) Een lichtrode wijn die traditioneel gemaakt werd uit witte en rode druiven, die tezamen werden geoogst. De moderne bereidingswijze is als die van rode wijn, maar met een kortere gisting (hoogstens twee dagen) op kuip, bijvoorbeeld van de druivenrassen Merlot, Kadarka, Cabernet Franc, Cabernet Sauvignon, Pinot Noir en/of Kékfrankos.
Sommelier (fr) Iemand die wijn(en) selecteert die het best bij een diner passen.
SpätleseDe "laat geplukte" druiven voor deze wijn hebben langer dan de Kabinettdruiven kunnen rijpen. De Duitse uitdrukking voor Vendange tardive.
Száraz bor (hu) Droge wijn, restsuiker <4 g/l.

## T

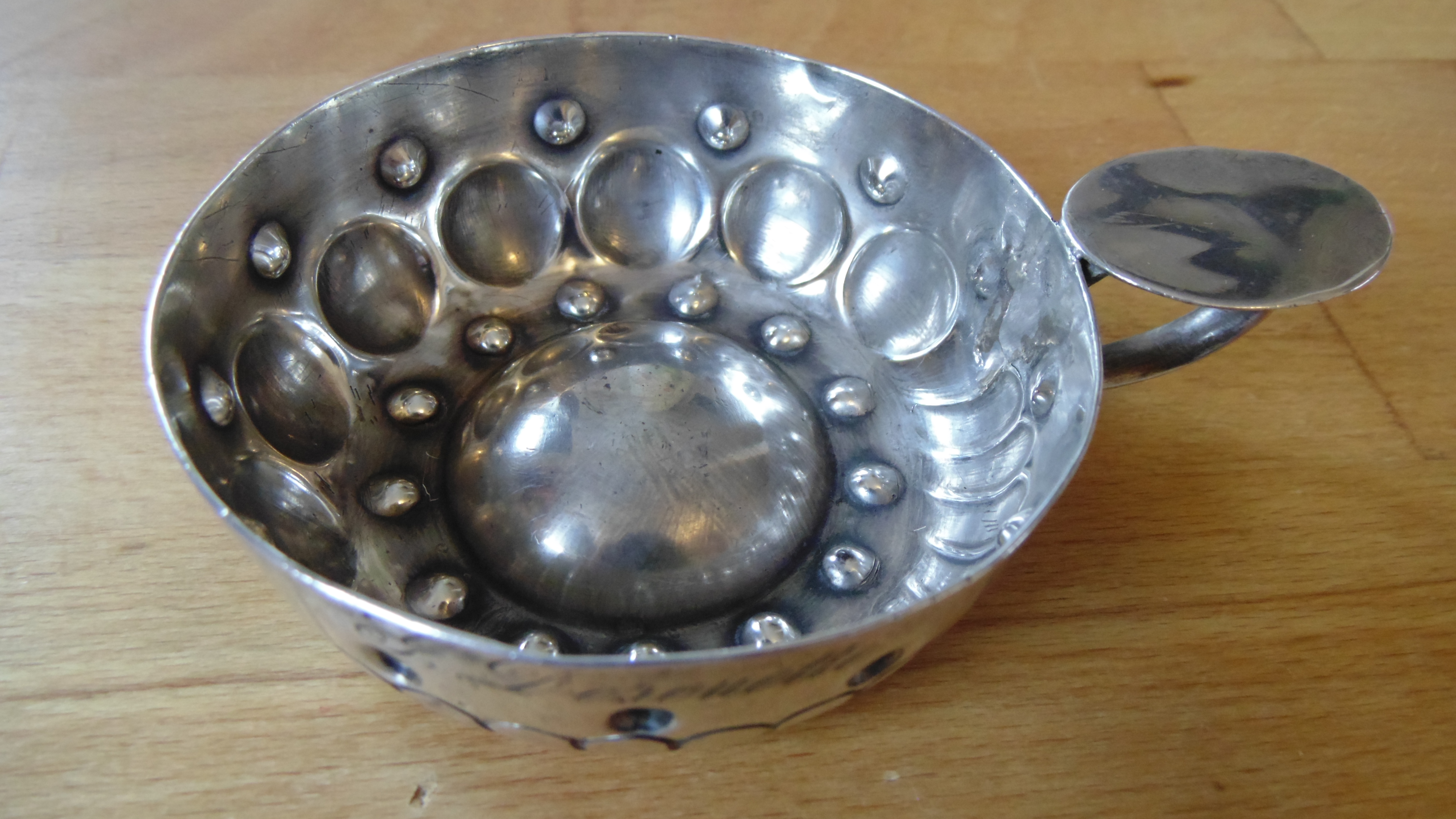
Massief zilveren tastevin

TafelwijnDrogere wijn van eenvoudige kwaliteit. De normen hiervoor verschillen per land en per wijnstreek.
Tájbor (hu) Landwijn, de beste categorie van de tafelwijnen (asztali bor).
Tastevin (fr) Klein, rond en vaak zilveren schaaltje, waarin men vooral de kleur van de wijn goed kan bepalen.
Teinturier (fr) Frans verzamelwoord voor druiven die rood vruchtvlees hebben.
Terroir (fr) Bodem, klimaat waarin de druif is opgegroeid
Tinto (pt) Rode wijn
Trocken (de) Droge wijn, restsuiker tot 4 g/l
Trockenbeerenauslese (de) Vrijwel alle druiven zijn dan door toedoen van de edele rotting, de z.g. Edelfäule, aangetast.

## V

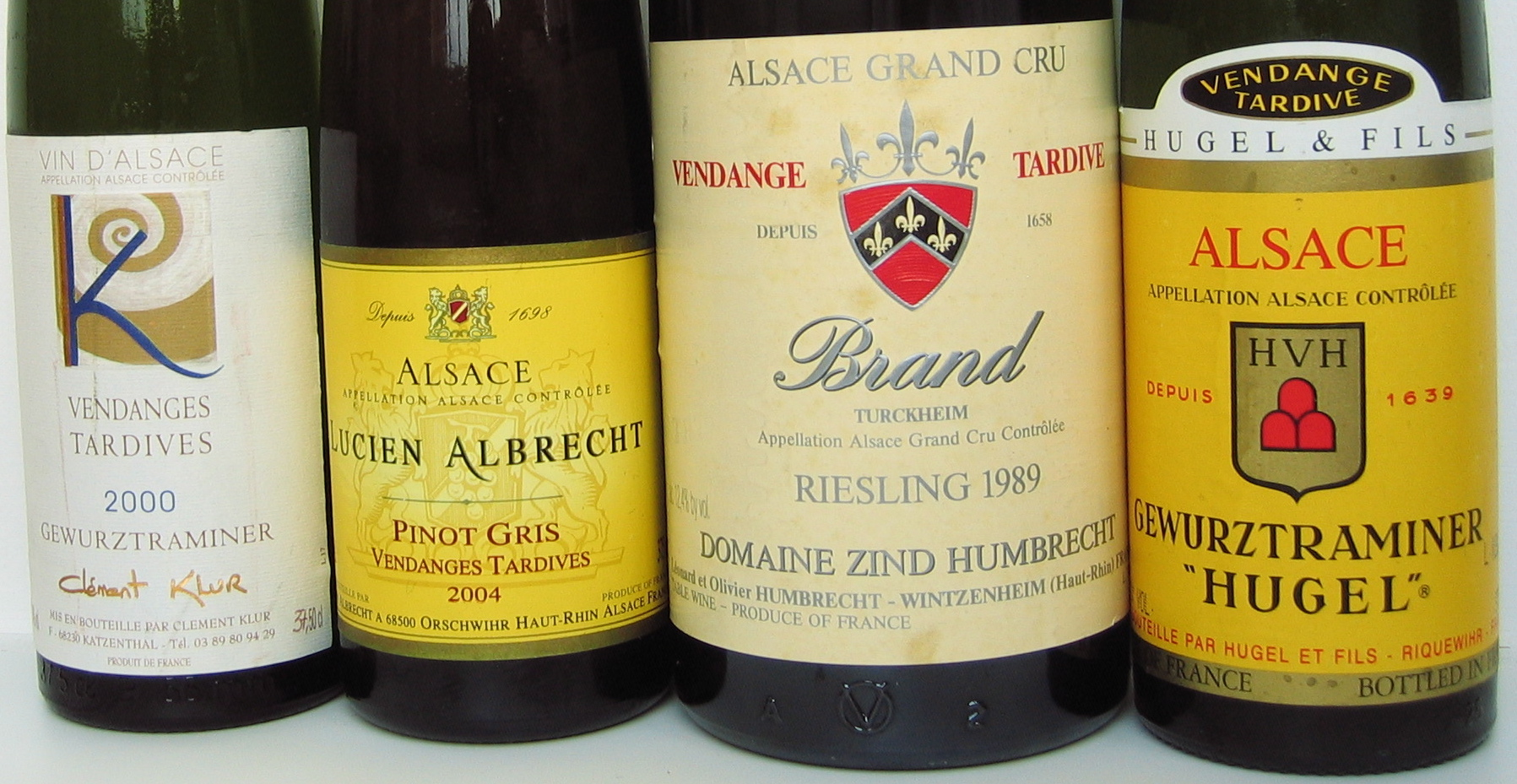
Vendage Tardive flessen uit de Elzas

Védett eredetű bor (hu) Kwaliteitswijn met beschermde herkomstbenaming.
Vendange tardive (fr) Oogst die later plaatsvindt dan het gemiddelde tijdstip waardoor er meer suikers in de druif zijn. Gebruikt voor het maken van zoete of droge wijn.
Vin de Pays VdP (fr) Wijn met vermelding van streek van oorsprong. Officiële aanduiding in 2012 vervangen door IGP (Indication Géographique Protégée)
Vin de Table (fr) Tafelwijn, eenvoudige wijn zonder herkomst omschrijving of productievoorschriften. Vervangen door Vin de France (VdF)
Vin Délimité de Qualité Supérieure (fr) V.D.Q.S. is de aanduiding voor kwalitatief betere wijn uit een bepaald gebied.Deze classificatie is sinds 31 december 2011 afgeschaft.
Vinificatie (fr) Het maken van wijn.
Vino da Tavola (VDT) (it) De term Vino da Tavola refereert aan gewone wijnen zonder oorsprongsbenaming. De tafelwijnen zijn meestal menging van verschillende variëteiten. Conform de Franse Vin de Table.
Vörös bor (hu) Een uit rode druiven gemaakte wijn, waarbij de most langdurig met de schillen in aanraking is geweest, zodat de kleur is afgegeven.

## W

Wijnsteen

Weissherbst (de) Roséwijn van blauwe druiven. Omdat de schillen van de blauwe druiven maar kort met de most in aanraking zijn geweest, wordt er maar weinig kleurstof aan de toekomstige wijn afgeven.
Weißwein (de) Witte wijn van blauwe maar meestal van witte druiven. Alleen het sap van de druiven vergist tot wijn.
Wijnhuisjeeen voor een ondergrondse wijnkelder gelegen huisje, waar het gereedschap wordt bewaard en de eerste fasen van het wijnmaken plaatsvinden.
WijnkelnerIemand die wijn(en) selecteert die het best bij een diner passen. (Zie Sommelier.)
Wijnsteeneen kaliumzout van wijnsteenzuur; ook bekend onder de triviale namen crème de tartre, cream of tartar, cremor tartari, cremortart en borkő.

## Proefjargon
- Geur van de wijn:
  - Bouquet: het geheel van geuren van de wijn
  - Aroma
  - Parfum
  - Neus
- Bezinksel: depot, droesem van de wijn
- Tannine: stoffen afkomstig van voornamelijk pitten, stelen en druivenschillen
- Kleur: helderrood, donkerrood, tawny, geel; dit zegt iets over de ouderdom van de wijn.
- Suikergehalte: zoet, halfzoet, halfdroog, droog
- Alcohol:
  - Capiteux: naar het hoofd stijgende wijn
  - Koppige wijn: bevat veel alcohol
- Smaak: fruitig, aards, bitter, kurk, veel of weinig body hebben, kort of lang zijn, een houtsmaak hebben, warm of fris zijn….
  - Aanzet: de eerste (belangrijke) indruk van de wijn
  - Afdronk: de smaakindruk die achterblijft na het doorslikken of, liefst, uitspuwen van de wijn
  - Body: kan stevig of weinig zijn, hoe de wijnsmaak aanvoelt
  - Evenwichtig: is een wijn waarvan alle smaakonderdelen in de juiste verhoudingen aanwezig zijn
  - Op dronk: genoeg gerijpt om geconsumeerd te worden